# 조너선 테이브스
조너선 브라이언 테이브스(영어: Jonathan Bryan Toews, 영어 발음: /ˈd͡ʒɒnəθən ˈbɹaɪən ˈteɪvz/, 1988년 4월 29일~)는 캐나다의 아이스하키 선수로. 포지션은 센터이다. 2007년부터 2023년까지 내셔널 하키 리그(NHL)의 시카고 블랙호크스 소속으로 뛰었으며 2008년부터 2023년까지 팀의 주장을 맡았다. 2006년 NHL 드래프트에서 전체 3위로 시카고 블랙호크스의 지명을 받았으며 2007년 시즌에 블랙호크스에 합류 직후 NHL 신인상인 콜더 메모리얼 트로피 수상 후보에 올랐다. 다음 시즌에 팀의 주장이 되어 시드니 크로즈비 다음으로 NHL팀의 최연소 주장이 되었다. 그는 2010년 NHL 플레이오프 이후 콘 스미스 트로피를 수상했으며 시카고 블랙호크스의 스탠리 컵 우승과 함께 페테르 포르스베리를 제치고 트리플 골드 클럽에 가입한 최연소 선수가 되었다. 이후 2013년과 2015년에 다시 시카고 블랙호크스의 리그 우승에 기여했다. 2017년에는  "위대한 NHL 선수 100인" 중 한 사람으로 선정되었다.
국제 대회에 캐나다를 대표하여 참가했으며 2010년과 2014년 동계 올림픽에서 캐나다 대표팀의 우승에 기여했다. 또한 세계 선수권 대회에서 금메달 1개, 은메달 1개를 획득했고 세계 주니어 선수권 대회에서 2회 우승을 달성했다.

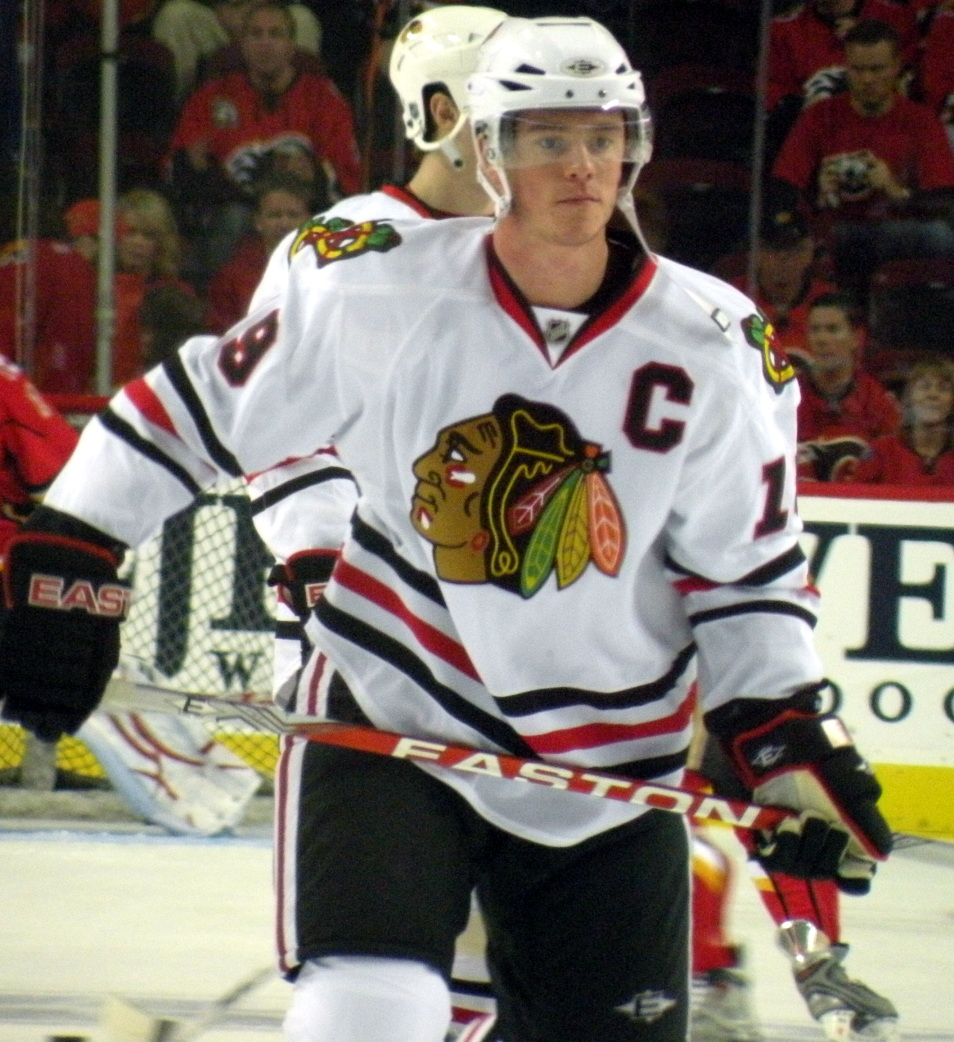
2009년 4월 시카고 블랙호크스와 캘거리 플레임스 경기 당시의 테이브스

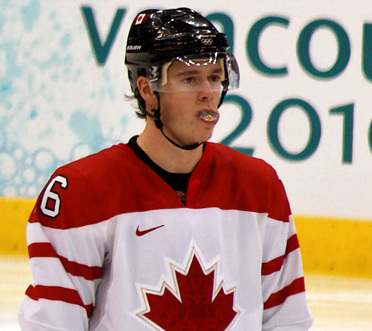
2010년 동계 올림픽 결승전 당시의 테이브스